# Zimovanje u Jakobsfeldu
Zimovanje u Jakobsfeldu je jugoslavenski film iz 1975. godine. Režirao ga je Branko Bauer, a scenarij su napisali Arsen Diklić i Branko Bauer.
Film je 1975. godine sudjelovao na Festivalu jugoslavenskog filma u Puli, na kojem je osvojio nekoliko nagrada:
- Velika srebrna arena za najbolji film
- Zlatna arena za scenarij - Arsen Diklić i Branko Bauer
- Diploma za ulogu - Slavko Štimac
- Nagrada publike „Jelen“ (najviše glasova)

## Vanjske poveznice
- Zimovanje u Jakobsfeldu na imdb.com